# Eudes de Châteauroux
Eudes de Châteauroux (Châteauroux, c. 1190-Orvieto, 25 de enero de 1273), también conocido como Odo Gallus, Odón de Tusculum u Odón de Castro Radulphi fue un teólogo y filósofo escolástico francés, legado papal y cardenal. Fue "un predicador experimentado y promotor de cruzadas".

## Biografía
Eudes nació en Châteauroux alrededor del año 1190.[cita requerida]
Predicó la cruzada en 1226. Fue canciller de la Universidad de París entre 1238 y 1244, y quizás también abad cisterciense de Ourscamp, y luego abad de Grandselve. Sin embargo, varias fuentes niegan, dudan o ignoran que fuera monje.
Estuvo involucrado en las secuelas de la Disputa de París de 1240, y la posterior condena del Talmud. Después de la disputa, se nombró un tribunal para juzgar el Talmud, entre sus miembros se encontraba Eudes de Châteauroux, entonces canciller de la Universidad de París; el obispo Guillermo de Auvernia y el inquisidor Henri de Cologne. Después de que los mismos rabinos habían sido escuchados por segunda vez, el Talmud fue condenado a ser quemado. Dos años después (a mediados de 1242) veinticuatro carros cargados de libros hebreos fueron quemados en París. Entre 1244 y 1245, Eudes encargó las Extracciones del Talmud, una traducción de casi dos mil extractos del Talmud al latín.
En 1247, el papa pidió a Eudes que examinara el Talmud desde el punto de vista judío, y que determinara si no podría ser tolerado como inofensivo para la fe cristiana, y si las copias que habían sido confiscadas podrían no ser devueltas a sus propietarios. Los rabinos le habían representado que sin la ayuda del Talmud no podían entender la Biblia o el resto de sus estatutos. Eudes informó al pontífice que el cambio de actitud involucrado en tal decisión sería interpretado erróneamente, y el 15 de mayo de 1248 el Talmud fue condenado por segunda vez. Una larga lista de supuestos "errores y blasfemias" contenidas en el Talmud fue compilada por Eudes. Fue nombrado cardenal-obispo de Frascati por el papa Inocencio IV en 1244. También fue proclamado obispo de Toulouse, obispo de Maguelonne y legado pontificio, siendo enviado a predicar en Francia. Acompañó al rey Luis IX durante la Séptima Cruzada, siendo mencionado por Jean de Joinville, y regresó a través de Chipre en 1254. En diciembre de ese año fue nombrado decano del Sacro Colegio Cardenalicio y, en 1270, fue nombrado camarlengo.
Trajo varias reliquias, que ofreció a las parroquias de Viterbo, Tournai y Neuvy-Saint-Sépulcre. Además, consagró algunas reliquias en la Sainte-Chapelle. Dirigió la investigación para la causa de canonización de Ricardo de Chichester. Tras la muerte de Luis IX en 1270, Eudes proclamó un luto oficial para toda la comunidad cristiana.
Falleció en Orvieto el 25 de enero de 1273.[cita requerida]

## Obras
- Super Psalterium
- MLXXVII Sermones de tempore et de sanctis et de diversis casibus[15]